# Ombrage de Gouraud

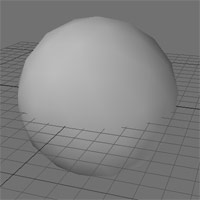
Exemple d’ombrage de Gouraud.

L'ombrage de Gouraud (Gouraud shading en anglais) est une technique de rendu 3D inventée par Henri Gouraud. Autrefois limitée au monde de l'image de synthèse, l'ombrage de Gouraud est aujourd'hui utilisé par toutes les cartes 3D du marché.
Cette technique marque une énorme avancée sur l'ombrage plat autrefois utilisé. Avec l'ombrage plat, les facettes des objets 3D sont toujours très visibles. L'ombrage de Gouraud consiste à interpoler linéairement la luminosité entre les trois sommets d'un triangle. Appliqué à chaque sommet, cet ombrage plus réaliste va adoucir les angles, d'autant plus qu'il est à l'origine d'un dégradé d'intensité. Comme toute technique travaillant sur l'intensité lumineuse, il est possible de combiner l'ombrage de Gouraud avec une texture en modulant la valeur des texels. 
Contrairement à l'ombrage plat qui, comme son nom l'indique, produit la même intensité lumineuse pour toute une face, l'ombrage de Gouraud interpole linéairement l'intensité lumineuse pixel par pixel sur la surface dans l'espace 2D écran. La méthode la plus courante consiste à remplir le polygone ligne par ligne. L'interpolation étant linéaire et la surface considérée étant plane, la différence d'intensité d'un pixel à l'autre est constante sur une même face. 
L'interpolation linéaire n'est toutefois pas toujours satisfaisante. On observe un effet appelé bandes de Mach, une illusion d'optique causée par des différences de contraste qui tendent à accentuer les faces. L'ombrage de Gouraud n'est pas non plus capable de représenter correctement la lumière spéculaire. Une source lumineuse dont la projection sur la face se trouve proche du centre ne pourra être complètement considérée par ce modèle. L'ombrage de Gouraud interpolant à partir des sommets, l'intensité au centre dépendra de ceux-ci, ce qui constitue une grossière approximation de la réalité. 
Pour des raisons esthétiques, l'ombrage de Gouraud est aujourd'hui dépassé par une de ses améliorations, l'ombrage de Phong, pour un coût nettement supérieur en temps de calcul.